# Scipionyx
Scipionyx ("Scipios klo") var en liten dinosaurie som man hittat fossil från i Italien. Det var en theropod som kanske var släkt med Compsognathus. Släktet är ännu bara känt från ett skelett från ett ungdjur som hittades i närheten av Neapel 1980 och beskrevs 1998. Scipionyx är också en av de få dinosaurier som man påträffat fossiliserade organ hos, och utgör därför en viktig pusselbit för paleontologer att förstå hur dinosauriernas anatomi såg ut. Vissa muskler, klornas hylsor av keratin, luftstrupen, matsmältningsapparaten och kanske också levern, finns bevarade. Det välbevarade fossilet har beräknats till ett värde av omkring 2,5 miljoner euro.

## Upptäckt
Fossilet efter Scipionyx upptäcktes av Giovanni Todesco och hans fru Giovanna 1980, nordost om Neapel. Todesco trodde först att han hittat fossil efter en förhistorisk fågel, men efter att han 1993 sett filmen Jurassic Park tog han med sig fossilet till ett museum där det undersöktes. Men det var inte förrän 5 år senare, 1998, som forskarna visade vilket extraordinärt fynd det var, och fossilet hamnade på omslaget till utgåvan av tidskriften Nature, 26 mars 1998. Scipionyx fick sitt släktnamn efter den Romerska generalen Scipio Africanus, samt efter geologen Scipione Breislak som 1798 gjorde den första vetenskapliga undersökningen av den kalkstensformation som fossilet hittades i. Artnamnet Samniticus kommer från Latinets Benevento, som är den provins där kalkstensformationen ligger. Fossilet har gått under flera smeknamn, bland annat "Doggy", "Ciro" och "Skippy".

## Beskrivning

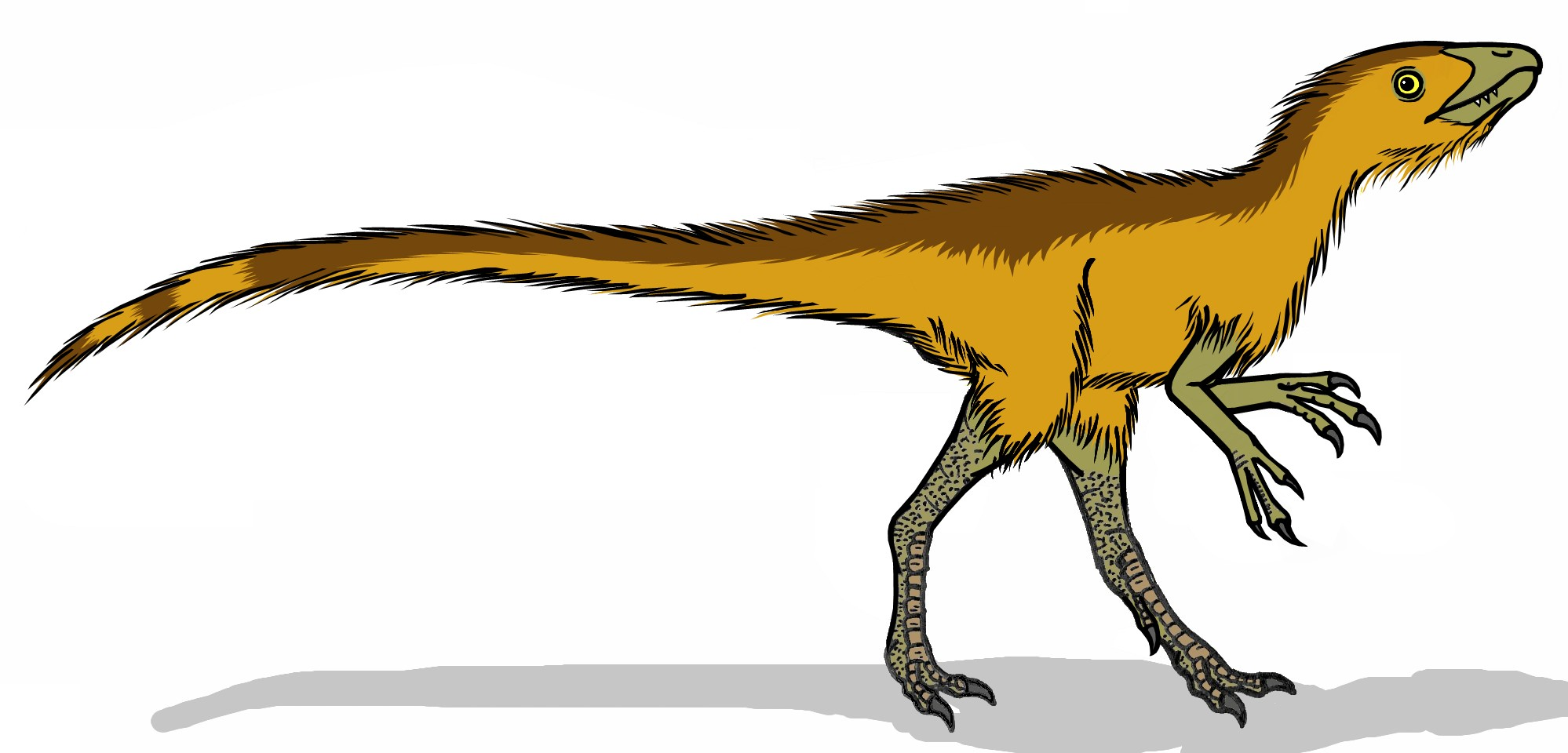
Illustration av Scipionyx, här avbildad med fjädrar.

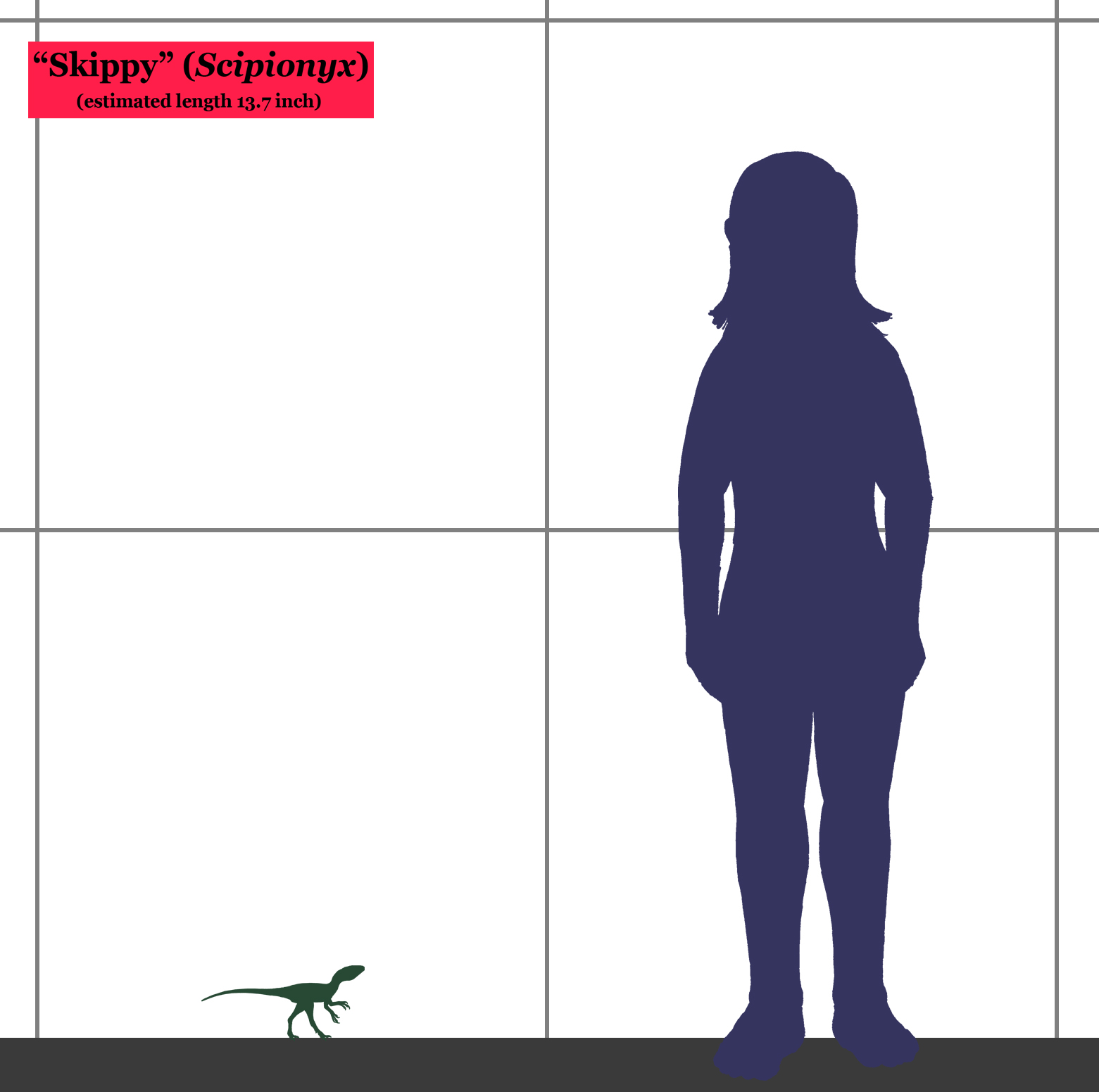
Storleksjämförelse mellan holotypen ("Skippy") och en människa.

Det är går inte att säga säkert hur stor Scipionyx blev, eftersom det enda kända fossilet är en unge som tros ha varit cirka 23 cm lång. De verkar dock som att den liksom många andra coelurosaurier hade välutvecklade framben och händer som bar tre fingrar var. Ögonen var troligtvis ganska stora och välutvecklade, och svansen var förmodligen lång och tjänade som balansorgan för kroppen. Scipionyx gick troligtvis på bakbenen som andra theropoder. Det finns inga lämningar efter fjädrar hos Scipionyx, men eftersom man tror att de flesta andra coelurosaurier (såsom Sinosauropteryx, Dilong och Velociraptor) var befjädrade, så misstänker man att även Scipionyx hade någon form av fjädrar (se också Befjädrade dinosaurier).

## Inre organ
Organen hos Scipionyx är så välbevarade att det är möjligt att kanske kunna se hur dom satt. Dess lever verkar ha varit mycket stor, och man tror att den hade ett effektivt matsmältningsystem. Scipionyx har under åren varit föremål för debatt huruvida dinosaurier var varmblodiga eller kallblodiga. John Ruben vid Orego University har efter studium av fossilet tolkat det som bevis för att Scipionyx hade ett andningssystem liknande det hos krokodiler och ifrågasatt teorin att dinosaurier är nära släkt med fåglar, trots att andra forskare är skeptiska till Rubens arbete. Currie menar att det är svårt att säga något säkert om organen, eftersom han menar de kan vara skadade under fossiliseringen. Det spekuleras också om Scipionyx var varmblodig. Debatten går vidare.

## Taxonomi
Forskarna är inte säkra hur Scipionyx ska klassificeras. Man är överens om att det rör sig om en coelurosaurie, men vilken familj den tillhör är oklart på grund av att anatomin är mosaikartat sammansatt. Den sorterades från början in som en Maniraptoriform (Signore och Sasso, 1996). Scipionyx har också vissa morfologiska likheter med Deinonychosauria, som inkluderar familjerna Dromaeosauridae och Troodontidae. Man har dock inte hittat något material från dinosauriens fötter, därmed inte heller den uppfälbara klon på andra tån som karaktäriserar Deinonychosauria. Scipionyx har dessutom framåtvinklat blygdben, medan det hos Dromaeosauridae och Troodontidae brukar vara vinklat bakåt. Några forskare klassar istället Scipionyx till familj Compsognathidae . Något som stöder denna hypotes är att konstruktionen av Scipionyx hand liknar Compsognathidae.

## Paleobiologi
Scipionyx dateras till äldre krita, någon gång under Albian/Aptian-stadiet. för cirka 115-110 milj. år sedan. Förutom fossilet efterScipionyx har man i Benevento (provins) också hittat massor av fossil från fiskar och ryggradslösa djur. Forskare tror att Scipionyx levde i en miljö fylld med laguner.